# Jay Ferguson (compositeur américain)
Jay Ferguson (John Arden Ferguson) est un compositeur américain de musiques de films, né le 10 mai 1947.
Il est notamment connu pour sa composition sur le cinquième volet de la saga de films d'horreur consacrée au personnage de Freddy Krueger : L'Enfant du cauchemar de Stephen Hopkins.

## Filmographie

### Cinéma
- 1985 : Deadly Passion de Larry Larson
- 1986 : Death of an Angel de Petru Popescu
- 1986 : The Patriot de Frank Harris
- 1986 : Quiet Cool de Clay Borris
- 1987 : Pacte avec un tueur (Best Seller) de John Flynn
- 1988 : Danger haute tension (Pulse) de Paul Golding
- 1988 : Toutes folles de lui (Johnny Be Good) de Bud S. Smith (en)
- 1988 : Panics (Bad Dreams) d'Andrew Fleming
- 1988 : Plein pot (License to Drive) de Greg Beeman
- 1989 : Skate Rider (Gleaming the Cube) de Graeme Clifford
- 1989 : Freddy 5 : L'Enfant du cauchemar (A Nightmare on Elm Street: The Dream Child) de Stephen Hopkins
- 1989 : Race for Glory de Rocky Lang
- 1992 : Nervous Ticks de Rocky Lang
- 1994 : Double Dragon de James Yukich
- 1996 : Tremors II: Aftershocks de S.S. Wilson (vidéo)
- 1996 : Driven de Michael Shoob
- 1998 : The Sadness of Sex de Rupert Wainwright
- 2001 : Smartruck de Robert Benjamin (vidéo)
- 2004 : Tremors 4 : La légende commence (Tremors 4: The Legend Begins)de S.S. Wilson (vidéo)
- 2005 : Paradise, Texas de Lorraine Senna
- 2007 : Americanizing Shelley de Lorraine Senna
- 2009 : Endless Bummer de Sam Pillsbury
- 2010 : 1 a Minute de Namrata Singh Gujral (documentaire)
- 2013 : Internal Visions of Art 365 de Erik Hudson (documentaire)

### Télévision

#### Séries télévisées
- 1989-1996 : Les contes de la crypte (Tales from the Crypt) (14 épisodes)
- 1991 : WIOU (1 épisode)
- 1991 : Marshall et Simon (1 épisode)
- 1992 : Melrose Place (1 épisode)
- 1992 : Going to Extremes (1 épisode)
- 1996 : Viper
- 2003 : Tremors (2 épisodes)
- 2005 : The Office (US)
- 2007 : Women's Murder Club (9 épisodes)
- 2015 : You Can Thrive!
- 2015 : Thrive! with Namrata
- 2010 - 2016 : NCIS: Los Angeles (157 épisodes)

#### Téléfilms
- 1987 : Cameo by Night
- 1990 : Parker Kane
- 1991 : Tagteam
- 1999 : Sweetwater
- 2000 : Les forces du mal (The Magicians)
- 2000 : Le fils retrouvé (When Andrew Came Home)
- 2001 : Iron Chef USA: Showdown in Las Vegas
- 2001 : Too Legit: The MC Hammer Story
- 2001 : Iron Chef USA: Holiday Showdown
- 2004 : Le crash du vol 323

## Ludographie
- 1992 : Sewer Shark